# MCフードスペシャリティーズ
MCフードスペシャリティーズ株式会社は、かつて存在した日本の調味料やパン資材等の食品化学製品を扱う国内トップクラスのメーカーであり、東京都千代田区に本社を置く。
もともとは協和醱酵工業（現・協和キリン）の食品事業を分社化して設立されたが、協和醱酵工業がキリンホールディングスグループ入りしたのに伴い、グループ内の食品・調味料事業の再編を目的に、キリンフードテックを合併してキリン協和フーズとなった。2013年（平成25年）3月、三菱商事がキリンホールディングスから段階的に全株式を取得して、傘下に収めると発表し、2014年（平成26年）1月に商号をMCフードスペシャリティーズに変更した。
2019年4月1日、三菱商事フードテック株式会社を存続会社とし、興人ライフサイエンス株式会社とともに合併し、三菱商事ライフサイエンス株式会社となった。

## 沿革
- 2001年（平成13年）12月26日 - 麒麟麦酒（旧会社、現・キリンホールディングス）と武田薬品工業が食品事業の提携で基本合意。
- 2002年（平成14年）4月1日 - 武田キリン食品株式会社を設立、武田薬品工業の調味料事業を移管して営業開始。
- 2005年（平成17年）4月1日 - 協和醱酵工業の食品事業を協和発酵フーズとして分社化。
- 2007年（平成19年）
  - 4月1日 - 麒麟麦酒が武田キリン食品を完全子会社化し、キリンフードテックに商号変更。
  - 7月1日 - 完全親会社の麒麟麦酒が純粋持株会社制に移行し、キリンホールディングスに商号変更。
- 2009年（平成21年）4月1日 - 協和発酵フーズとキリンフードテックが合併し、キリン協和フーズが発足。合併時の出資比率はキリンホールディングス65%、協和発酵キリン35%である。
- 2010年（平成22年）7月1日 - メルシャンの加工用酒類と発酵調味料事業を統合。
- 2011年（平成23年）1月1日 - キリンホールディングスが協和発酵キリン保有分の株式を取得し、完全子会社化。
- 2013年（平成25年）
  - 3月18日 - 三菱商事が全株式を2回に分けて取得し、傘下に収めると発表[1]。
  - 7月1日 - 三菱商事が株式約81%を取得して子会社化。
  - 11月5日 - 本社を千代田区有楽町一丁目へ移転する。
- 2014年（平成26年）1月1日 - MCフードスペシャリティーズに商号変更。
- 2015年（平成27年）
  - 1月1日 - 三菱商事がキリンホールディングス保有分の株式を取得して完全子会社化。
  - 4月1日 - 三菱商事から三菱商事ライフサイエンス及びMitsubishi International Food Ingredientsへ株式を移管[2][3]。
- 2019年（平成31年）4月1日 - 三菱商事フードテック株式会社を存続会社に、当社と興人ライフサイエンス株式会社とを合併し、三菱商事ライフサイエンス株式会社となり消滅[4][5]。なお同日付けで従前の三菱商事ライフサイエンス株式会社は三菱商事ライフサイエンスホールディングス株式会社となる。

## 主な家庭用商品
加工食品メーカー、製パンメーカー及び外食産業への調味料、添加物の販売が主力事業だが、家庭用商品も手がける。
- いの一番：うま味調味料。武田薬品時代の1961年（昭和36年）から発売。その後、武田食品工業（武田薬品の食品部門会社。現在のハウスウェルネスフーズ）とキリンビールの合弁会社「武田キリン食品」からの販売に移管したが、武田薬品の食品部門撤退でキリングループの基幹ブランドのひとつとなり、現在はMCフードスペシャリティーズの基幹ブランドとなっている。
- 一杯の贅沢：フリーズドライスープおよび米粥。同シリーズの母体となったのは、旧・協和醱酵工業の食品部門で扱っていた、フリーズドライ「本格派・たまごスープ」であった。米粥については現社名変更後にキリングループ横断ブランド「KIRIN Plus-i（キリンプラスアイ）」の商品だった「Cayu-na（かゆ-菜）」を統合したものである。
- 三楽本みりん・合成清酒：メルシャンから引き継いだ調理・加工用酒類。2015年よりみりんは「天晴」、合成清酒は「一富士」に商標を変更する予定。

他にも、セブン&アイ・ホールディングスのPB商品「セブンプレミアム」の、料理酒やたまごスープも生産している。

## 主な事業所
- 本社：東京都千代田区有楽町一丁目2番2号　東宝日比谷ビル16階
- 本店：東京都品川区東品川二丁目2番8号　スフィアタワー天王洲17階

- 土浦工場・食品開発研究所：茨城県稲敷郡阿見町阿見4041
- 高砂事業所・食品開発研究所高砂分室：兵庫県高砂市高砂町相生町1番5号
- 日光工場：栃木県日光市轟字上ノ原1195番5 - メルシャンから承継。
- 札幌支店：北海道札幌市中央区北1条西10丁目1番15号 キリン札幌ビル6階
- 仙台支店：宮城県仙台市青葉区立町27番21号 仙台橋本ビル8階
- 東京支社：東京都品川区東品川二丁目2番8号　スフィアタワー天王洲12階
- 名古屋支店：愛知県名古屋市中区丸の内三丁目21番25号 清風ビル9階
- 大阪支社：大阪府大阪市淀川区宮原三丁目5番24号 新大阪第一生命ビル6階
- 中四国支店：広島県広島市南区稲荷町2番16号 広島稲荷町第一生命ビル9階
- 福岡支店：福岡県福岡市博多区東光二丁目8番30号